# Eugen Polanski
Eugen Polanski (Sosnowiec, 17 de març de 1986) és un exfutbolista alemany d'origen polonès, que ocupava la posició de migcampista defensiu.

## Trajectòria
Realitza el seu debut com a professional amb el Borussia Mönchengladbach, després d'haver romàs una dècada a les seues categories inferiors. Debuta amb a la Bundesliga el 12 de febrer de 2005, davant el SV Werder Bremen, el seu únic partit eixa temporada.
Durant les tres temporades següents alternaria la titularitat i la suplència, tot jugant a la màxima categoria alemanya i a la segona divisió.
L'estiu del 2008 fitxa pel Getafe CF, de la primera divisió espanyola, on va ser titular, disputant 26 partits amb l'equip madrileny.
Al juny del 2009 és cedit a l'1. FSV Mainz 05. Tres mesos després, el Mainz es fa definitivament amb els fitxatge del migcampista.

## Selecció
Polanski va optar per representar la selecció alemanya, amb qui ha disputat partits internacionals en categories inferiors.
Va ser requerit per Polònia per disputar el Mundial del 2006 amb la selecció del seu país de naixement, però va refusar l'oferta, i eixe mateix any, participa en l'Europeu sub-21 amb Alemanya.